# دروکگوئه‌نانگ (بوتان)
دروکگوئه‌نانگ (به لاتین: Drukgyegang) یک منطقهٔ مسکونی در بوتان (کشور) است که در استان داگانا واقع شده‌است.
 دروکگوئه‌نانگ  ۵۵۲ نفر جمعیت دارد.